# 駐韓アメリカ合衆国大使館
駐韓アメリカ合衆国大使館（ちゅうかんアメリカがっしゅうこくたいしかん）は、大韓民国ソウル特別市光化門に位置するアメリカ合衆国の在韓大使館。

## 大韓民国駐箚アメリカ合衆国特命全権大使
- ソン・キム（2011年 - 2014年）
- マーク・リッパート（2014年 - 2017年1月）
- ハリー・B・ハリス・ジュニア（2018年7月 - 2021年1月）
- フィリップ・ゴールドバーグ（2022年7月 - ）

## 大使館周辺の集会・デモ
無届のデモが定例開催される在韓日本大使館とは異なり、長らく在韓アメリカ大使館周辺の集会やデモは、「集会及び示威に関する法律第11条4項」を根拠にし、警察側が半径100m以内の開催を徹底的に禁止してきた。しかし2016年12月、市民団体が起したアメリカ大使館前での集会禁止通告処分取り消し訴訟で、裁判所が市民団体の訴えを認めたため、以後、禁止の程度が緩和され大使館前で合法的な集会やデモ活動が許される道が開かれた。

## 大使館・公邸への攻撃
- 2019年6月25日、40代の男性がブタンガスを積んだレンタカーでアメリカ大使館へ突入を試み正門に衝突。ソウル鐘路警察署は、男を特殊器物損壊容疑で逮捕した[3]。
- 2019年10月18日、大使公邸前でデモを行っていた親北朝鮮団体メンバーの男女17人が梯子を使って公邸の石塀を乗り越えて侵入。公邸の建物の玄関前を占拠した。大使と家族は外出しており無事[4]。

## 大使館の移転
現在の敷地は外交部が所有しているが、元々は正式な大使館移転地が決定するまでの臨時の場所であった。2005年より両国政府により大使館の移転事業が始まり、2021年に正式決定した。移転地は、2022年10月にハンフリーズ基地への移転が完了した在韓米軍龍山基地跡地である。

## アクセス
- 光化門駅 - ソウル交通公社5号線
- 景福宮駅 - ソウル交通公社3号線